# Исихара, Хесус
Хесус Антонио Исихара Родригес (исп. Jesús Antonio Isijara Rodríguez; родился 26 сентября 1989 года в Наволато, Мексика) — мексиканский футболист, полузащитник.

## Клубная карьера
Исихара — воспитанник клуба «Некакса». В 2009 году Хесус перешёл в «Альбинегрос де Орисаба». 16 августа в матче против «Ла-Пьедад» он дебютировал в Лиге Ассенсо. 22 августа в поединке против «Коррекаминос» Исихара забил свой первый гол за «Альбинегрос де Орисаба».
В начале 2011 года Хесус перешёл в «Сан-Луис». 3 февраля в матче против столичной «Америки» он дебютировал в мексиканской Примере.
Летом того же года из-аз высокой конкуренции Исихара перешёл в «Некаксу». 7 августа в матче против «Леона» он дебютировал за новую команду. 27 ноября в поединке против «Торос Неса» Хесус забил свой первый гол за «Некаксу». В 2016 году Хесус помог команде выйти в элиту. 17 июля в матче против «Крус Асуль» он дебютировал за клуб на высшем уровне.
В начале 2018 года Исихара перешёл в «Сантос Лагуна». 8 января в матче против Лобос БУАП он дебютировал за новую команду. 26 февраля в поединке против «Крус Асуль» Хесус забил свой первый гол за «Сантос Лагуна». В своём дебютном сезоне он стал чемпионом Мексики.

## Достижения
«Сантос Лагуна»
- Чемпионат Мексики по футболу — Клаусура 2018